# Ansar Dine

De zwarte standaard van Ansar Dine

Ansar Dine (Arabisch: أنصار الدين, Anṣār ad-Dīn), vertaald Verdedigers van het geloof, is een islamitische groepering in de West-Afrikaanse staat Mali onder leiding van Iyad Ag Ghaly.
Ansar Dine streeft naar de invoering van de sharia (islamitisch recht) in Mali. Vrouwen moeten bijvoorbeeld gesluierd zijn en dieven kunnen  rekenen op het afhakken van de hand zonder gerechtelijk vonnis. Verder oefent de beweging druk uit op hotels om geen alcohol te schenken en mogen radiostations geen internationale muziek meer spelen. 

## Achtergrond
Ag Ghaly was een van de prominente figuren van het tweede Toeareg-oproer in de jaren negentig van de 20e eeuw. In 1990 gaf hij als aanvoerder van de toenmalige volksbeweging van Azawad (MPA) bevel tot de aanval op een militair garnizoen in oostelijk Ménaka. Deze aanval geldt als het begin van de opstand, die tot 1995 duurde. Ag Ghaly zou naar verluidt zijn ware geloof hebben gevonden tijdens zijn verblijf in Pakistan, en contacten onderhouden met de Al Qaida in de Islamitische Maghreb alsook met een islamitische splintergroepering onder aanvoering van zijn neef Hamada Ag Hama.
Hij is een tegenstander van de eenzijdige onafhankelijkheidsverklaring van de Mouvement national pour la libération de l’Azawad (MNLA). Waar de MNLA vecht voor een godsdienstig neutrale natiestaat, strijdt Ansar Dine voor een islamitische staat in de regio Azawad. Beide groeperingen kwamen in mei 2012 overeen een islamitische staat in het noorden te stichten. Deze overeenkomst werd echter binnen enkele dagen weer opgezegd.

## Geschiedenis

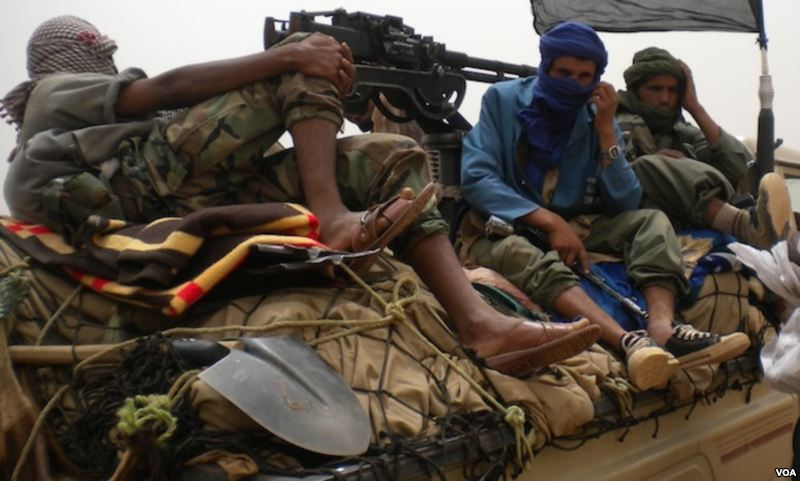
Leden van Ansar Dine in Mali, 2012

In november 2011 werd de Nederlander Sjaak Rijke ontvoerd door Ansar Dine. Medio juli 2012 dook een video van hem op uit januari van dat jaar, waarin hij een teken van leven overbracht en meedeelde dat hij goed behandeld zou worden.
Anno 2012 had de rebellenbeweging de controle over alle belangrijke steden in het noorden van Mali, waaronder Timboektoe. 
In mei en juni 2012 verwoestten leden van Ansar Dine het mausoleum van Sidi Mahmud Ben Amar dat op de Werelderfgoedlijst staat van de UNESCO. Ook dreigde de beweging meer aanslagen uit te voeren op mausoleums in het land, iets wat ze kort daarop ook ten uitvoer bracht door graven te verwoesten die eveneens op de erfgoedlijst van de UNESCO stonden en toebehoorden aan Sidi Mahmud, Sidi Moctar en Alpha Moyaunter die tijdens hun leven het gematigde soefisme aanhingen.